# Carlo Agostino Badia
Carlo Agostino Badia (ur. w 1672 w Wenecji – zm. 23 września 1738 w Wiedniu) – włoski kompozytor operowy.
Badia urodził się w Wenecji, ale później przeniósł się do Wiednia, gdzie miało premierę wiele jego oper. Tam też zmarł.

## Opery
- La ninfa Apollo (1692, Rzym i Mediolan)
- Amor che vince lo sdegno, ovvero Olimpia placata (1692)
- La Rosaura, ovvero Amore figlio della gratitudine (1692, Innsbruck)
- L'amazone corsara, ovvero L'Alvida, regina de' Goti (1692)
- Bacco, vincitore dell'India (1697, Wiedeń)
- La pace tra i numi discordi nella rovina di Troia (1697, Wiedeń)
- L'idea del felice governo (1698, Wiedeń)
- Lo squittinio dell'eroe (1698)
- Imeneo trionfante (1699, Wiedeń)
- Il Narciso (1699, Luksemburg)
- Il commun giubilo del mondo (1699)
- Cupido fuggitivo da Venere e ritrovato a' piedi della Sacra Reale Maestà d'Amalia (1700, Wiedeń)
- Le gare dei beni (1700, Wiedeń)
- Diana rappacificata con Venere e con Amore (1700, Wiedeń)
- La costanza d'Ulisse (1700)
- L'amore vuol somiglianza (1702, Wiedeń)
- L'Arianna (1702, Wiedeń)
- Il Telemaco, ovvero Il valore coronato (1702, Wiedeń)
- La concordia della Virtù e della Fortuna (1702)
- Enea negli Elisei (1702, Wiedeń)
- La Psiche (1703, Wiedeń)
- Napoli ritornata ai Romani (1707)
- Ercole, vincitore di Gerione (1708, Wiedeń)
- Gli amori di Circe con Ulisse (1709, Drezno)
- Il bel genio dell'Austria ed il Fato (1723, Wiedeń)